# 辻留
辻留（つじとめ）は、日本の東京都港区元赤坂と京都府京都市東山区にある老舗高級懐石料理店。京都店は仕出しのみ行う。茶道裏千家に出入りを許されている。現在の店主は三代目・辻義一。
明治時代に初代店主・辻留次郎が裏千家家元に手ほどきを受け京都・東山に店を構える。
二代目店主・辻嘉一が1954年、東京・赤坂店を出店。嘉一はNHKきょうの料理にて講師を勤め、茶懐石の一般への普及にも尽力した。